# Basilornis
Basilornis je rod u porodici ptica Sturnidae. Obuhvaća četiri vrste.

## Vanjske poveznice
- Basilornis

## Ostali projekti
|  | Wikivrste imaju podatke o taksonu Basilornis |